# ローレンスバーグ (ケンタッキー州)
ローレンスバーグ（Lawrenceburg）は、アメリカ合衆国ケンタッキー州アンダーソン郡の都市である。人口は2000年の国勢調査で9014人である。アンダーソン郡の郡都である。

## 地理
アメリカ合衆国国勢調査局によると、総面積は9.6km²（3.7平方マイル）である。

## 人口統計
2000年現在で9014人が住み、3545世帯、2524家族が市内に住んでいた。人口密度は1平方キロメートル当たり938.1人（1平方マイルあたり2427.0人）であった。平均で1平方キロメートル当たり388.5人（1平方マイルあたり1005.1人）につき3733戸あった。市内の人種分布は、94.3％が白人、4.10％がアフリカ系、0.17％が先住民、0.17％がアジア系、0.01％が太平洋諸島系、0.27％がその他、0.99％が混血であった。ヒスパニック系は人口の1.11％であった。
3545世帯のうち37.5％が同居する18歳未満の子供のいる世帯、55.1％が同居する配偶者のいる世帯、12.4％が未婚女性の世帯、28.8％が独身世帯であった。全世帯の24.5％が単身者の世帯で、10.8％が65歳以上の独居老人世帯であった。世帯の平均人数は2.51人で、家族あたりの人数は、3.00人であった。
市内の人口は、18歳未満が27.5％、18歳から24歳が8.5％、25歳から44歳が32.1％、45歳から64歳が19.3％、65歳以上が12.6％増加した。中間年齢は33歳であった。女性100人に付き男性は88.2人であった。18歳以上の女性100人に付き男性は82.9人であった。
市内の世帯の中間的な所得は、41329ドルで、家族の中間的な所得は、47455ドルであった。男性の中間的な収入が31959ドルなのに対して女性は24621ドルであった。市民一人当たりの収入は、17810ドルであった。約6.0％の家庭で且つ人口8.6％に当たる人々が、18歳未満の11.0％と65歳以上の8.5％を含め、貧困線を下回っていた。

## 出身者・土着文化
- ジェームズ・ボーチャンプ・クラーク - 1911年から1919年までアメリカ合衆国下院議長
- アンドリュー・マッキー - 潜水艦開発者
- アリス・デイヴィス - 『Heroes: Kentucky's Artists from Statehood to the New Millennium』著者
- ワイルドターキーおよびフォア・ローゼズ・バーボンの本拠地である。